# 소림과 태극문
"소림과 태극문"(少林과 太極門, Shaolin And The Tae-Keuk Martial Arts)은 한국에서 제작된 이영우 감독의 1983년 영화이다. 김영일 등이 주연으로 출연하였고 김치한 등이 제작에 참여하였다.

## 출연

### 주연
- 김영일
- 최의정
- 우국동

### 조연
- 오재성

## 기타
- 조명: 정덕규